# وال‌اشتت
شهر وال‌اشتت (به آلمانی: Wahlstedt) در ایالت اشلسویگ-هل‌اشتاین در کشور آلمان واقع شده‌است.